# Colin Campbell (geolog)
Colin Campbell, född 24 juli 1931, död 13 november 2022 i Ballydehob, var en brittisk geolog som förutsade att produktionen av olja skulle nå sitt maximum 2007 (peak oil). Campbell är grundaren av ASPO, Association for the Study of Peak Oil and Gas.